# Mail Boxes Etc.
Mail Boxes Etc. — международная логистическая компания. Штаб-квартира компании расположена в Милане (Италия).

## Общая информация
Компания Mail Boxes Etc. была основана в 1980 году в Сан-Диего (Калифорния, США). За 38 лет своего существования Центры MBE открылись в более чем 44 странах, а их общее число превышает 1600.
Сфера деятельности — местные, междугородные и международные экспресс-отправления в интеграции с другими операторами экспресс-отправлений. Компания также предлагает услуги упаковки и другие сопутствующие услуги.
Основными услугами компании являются:
- Приём, упаковка и отправка посылок.
- Услуги оперативной полиграфии и копировальные услуги.
- Цифровая цветная и черно-белая печать на разных типах бумаги, различные виды брошюровки, ламинирование, черно-белое копирование, изготовление визиток, брошюр, буклетов, допечатная обработка документов и др.
- Аренда абонентских ящиков. Абонентские ящики предлагаются с 24-часовым доступом и комплексом дополнительных услуг (извещение о доставке, перенаправление и рассылка документов).

Центры MBE также предоставляют услуги по аренде компьютера с доступом в Интернет, приёма и отправки факсов, беспроводного доступа в Интернет, продажи упаковочных и канцелярских товаров.

## История
Основные этапы и события:
- 1980 — Геральд Аул, Пэт Сэн и Роберт Диаз основали U.S. Mail Boxes. Позже компания переименована в Mail Boxes Etc. USA. Херб Гофштейн занимает пост президента. А. В. Де Сио продаёт первую франшизу в пригороде Сан-Диего — Карлсбаде (Калифорния, США). За 30 лет существования компании открыты уже 6000 центров MBE в более чем 60 странах.
- 1981 — А. В. Де Сио занимает пост президента компании.
- 1982 — Продана первая региональная франшиза.
- 1986 — компания переименована в Mail Boxes Etc. Акции MBE начинают котироваться на бирже.
- 1988 — появился первый зарубежный филиал в Канаде.
- 2001 — UPS покупает MBE.
- 2005 — MBE появилась на российском рынке и в азиатском регионе.
- 2007 — 26 апреля открылся первый центр MBE в России. Журнал Entrepreneur[англ.] 17-й раз подряд назвал MBE лидером в отрасли.
- 2009 — в мае компанию MBE купила компания Mail Boxes Etc. Worldwide S.r.l., дочернее предприятие итальянской компании Fineffe Group, одного из крупнейших лицензиатов MBE в мире (лицензии для Италии, Германии, Испании и Австрии)[1][2].

Примеры центров MBE в городах Великобритании
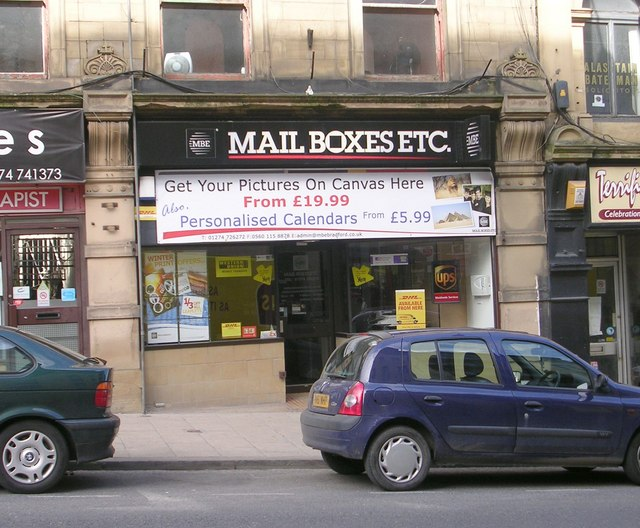
Брадфорд
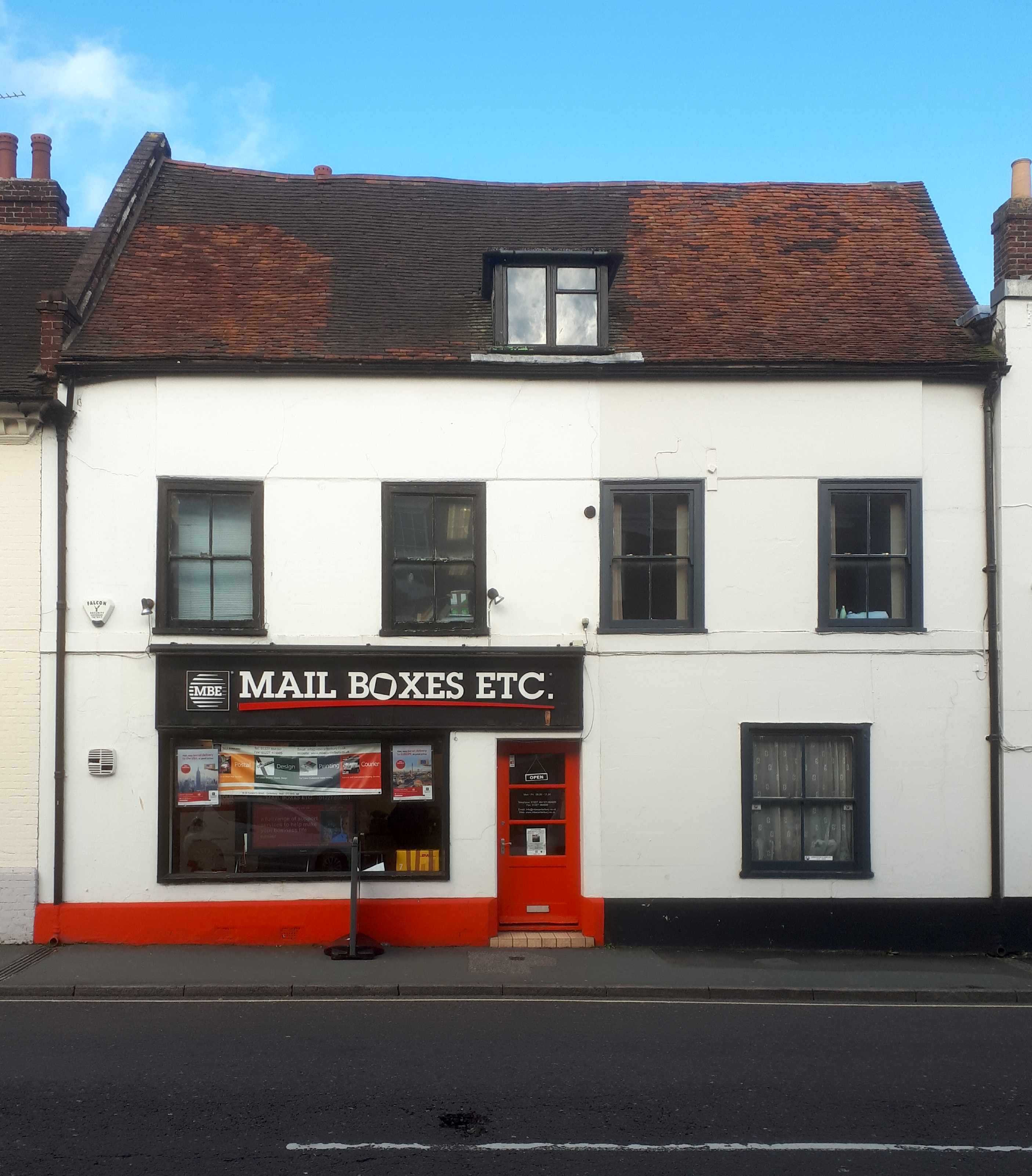
Кентербери
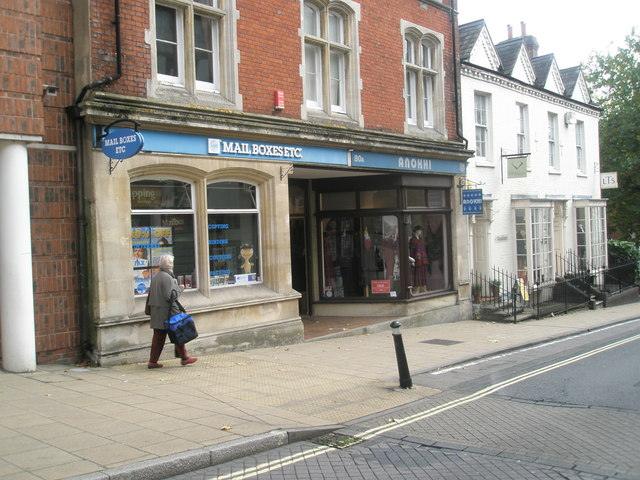
Уинчестер